# M/S Langas
M/S Langas är en svensk passagerarbåt, som tillhör Svenska Turistföreningen. Den är stationerad vid Saltoluokta fjällstation vid sjön Langas, en del av Stora Lulevatten belägen i utkanten av det stora världsarvsområdet Laponia, som innefattar nationalparkerna Stora Sjöfallets nationalpark, Sarek, Padjelanta, Muddus och naturreservaten Sjaunja och Sör-Stubba. Den trafikerarar rutterna till Kebnats och till Stora sjöfallet. Huvudrutten Saltoluokta fjällstation–Kebnats på Kungsleden är en överfart över Stora Lulevatten på ungefär tio minuter. Rutten Saltoluokta fjällstation–Stora sjöfallet är en seglats på 45 minuter.
M/S Langas byggdes 1957 på Gustafsson & Anderssons varv i Lidingö. Den är byggd i aluminium, väger 14 ton och är knappt 19 meter lång.